# Forces d'assaut aérien ukrainiennes
Les Forces d'assaut aériennes de l'Ukraine (DShV, de Desantno-shturmovi viyska Ukrayiny, en ukrainien : Десантно-штурмові війська України, abrégé en ДШВ) sont une arme indépendante au sein des Forces armées de l'Ukraine.
En temps de paix, elles sont composées d'unités à un bon niveau de préparation, devant être prêtes au combat, ainsi qu'à haute mobilité. Depuis la guerre du Donbass de 2014-2015 et surtout l'invasion de l'Ukraine par la Russie en février 2022, les brigades d'assaut aériennes et aéromobiles sont utilisées comme des unités d'infanterie mécanisée, mais considérées comme d'élite en raison de leur recrutement plus exigeant que celui des Forces terrestres.

## Historique

Ancien emblème des Troupes aéromobiles, avant 2017.

Les Troupes aéromobiles (Аеромобільні війська, abrégé en АеМВ) ukrainiennes sont constituées en 1992 à partir d'unités des Forces aéroportées soviétiques stationnées sur le territoire ukrainien. Il s'agit alors d'une arme au sein de l'Armée de terre ukrainienne (jusqu'en 2016). En 1993, est formée la 1re division aéromobile (1-ша аеромобільна дивізія), composée de trois brigades (25e, 27e et 45e) et casernée à Bolhrad. Cette division est dissoute en 2003. Des détachements sont envoyés en mission de maintien de la paix pour l'ONU, en Bosnie-Herzégovine, au Kosovo, en Irak, au Liban, au Koweït, au Sierra Leone, au Liberia, en Éthiopie, en Géorgie et au Congo démocratique. En 2012, les troupes aéroportées prennent le nom de « Troupes aéroportées à grand mobilité » (Високомобільні десантні війська), pour retrouver l'abréviation ВДВ (VDV) usuelle du temps de l'URSS.

### Guerre du Donbass
En 2013, juste avant le déclenchement de la guerre russo-ukrainienne, les troupes aéroportées ukrainiennes sont composées de quatre brigades, les 25e aéroportée (à Dnipropetrovsk), 79e d'assaut aérien (à Mykolaïv), 80e d'assaut aérienne (à Lviv) et 95e d'assaut aérienne (à Jytomyr). Mais comme les Forces armées de l'Ukraine sont sous-financées à cause des difficultés budgétaires et de la corruption, les unités sont en sous-effectif et manquent de matériels. De plus, l'armée est en pleine réorganisation à la suite de la suppression de la conscription : résultat, seule la moitié des douze bataillons (trois par brigade) est opérationnelle.
En réponse à la invasion de la Crimée par les forces russes en février 2014, quatre bataillons (2/25e, 1/79e, 1/95e et 13/95e) sont déployés au nord de l'isthme de Perekop en mars, tandis que la compagnie de reconnaissance de la 25e, présente dans la péninsule pour des exercices (au camp de Perevalne), y est bloquée temporairement par les « petits hommes verts », mais réussit à s'extraire. En avril, le début de l'insurrection pro-russe en Ukraine orientale déclenche l'« opération antiterroriste », avec notamment l'envoi du 1/25e à Amvrossiïvka, du 3/25e à Kramatorsk, des 1/ et 2/79e à Melitopol, du 1/80e sur l'aéroport de Louhansk, du 3/80e à Sievierodonetsk, des 1/ et 13/95e à Sloviansk ; ces bataillons sont soutenus le plus souvent par une batterie d'artillerie et sont progressivement complétés par des réservistes.
Ils y affrontent les milices séparatistes, armées et financées par la Russie. Les troupes aéroportées se firent remarquer à plusieurs reprises : le 16 avril, une unité de la 25e brigade perdit six blindés (BMD-2, BTR-D et un 2S9) en étant désarmée par des civils à l'entrée de Sloviansk ; le 14 juin, 40 parachutistes de la 25e sont tués à bord d'un Iliouchine Il-76 à l'approche de l'aéroport de Louhansk ; du 19 juillet au 10 août, la 95e brigade mène un long raid dans les territoires contrôlés par les séparatistes pour dégager des unités ukrainiennes encerclées, affrontant à cette occasion des BTG russes.

### Transformations

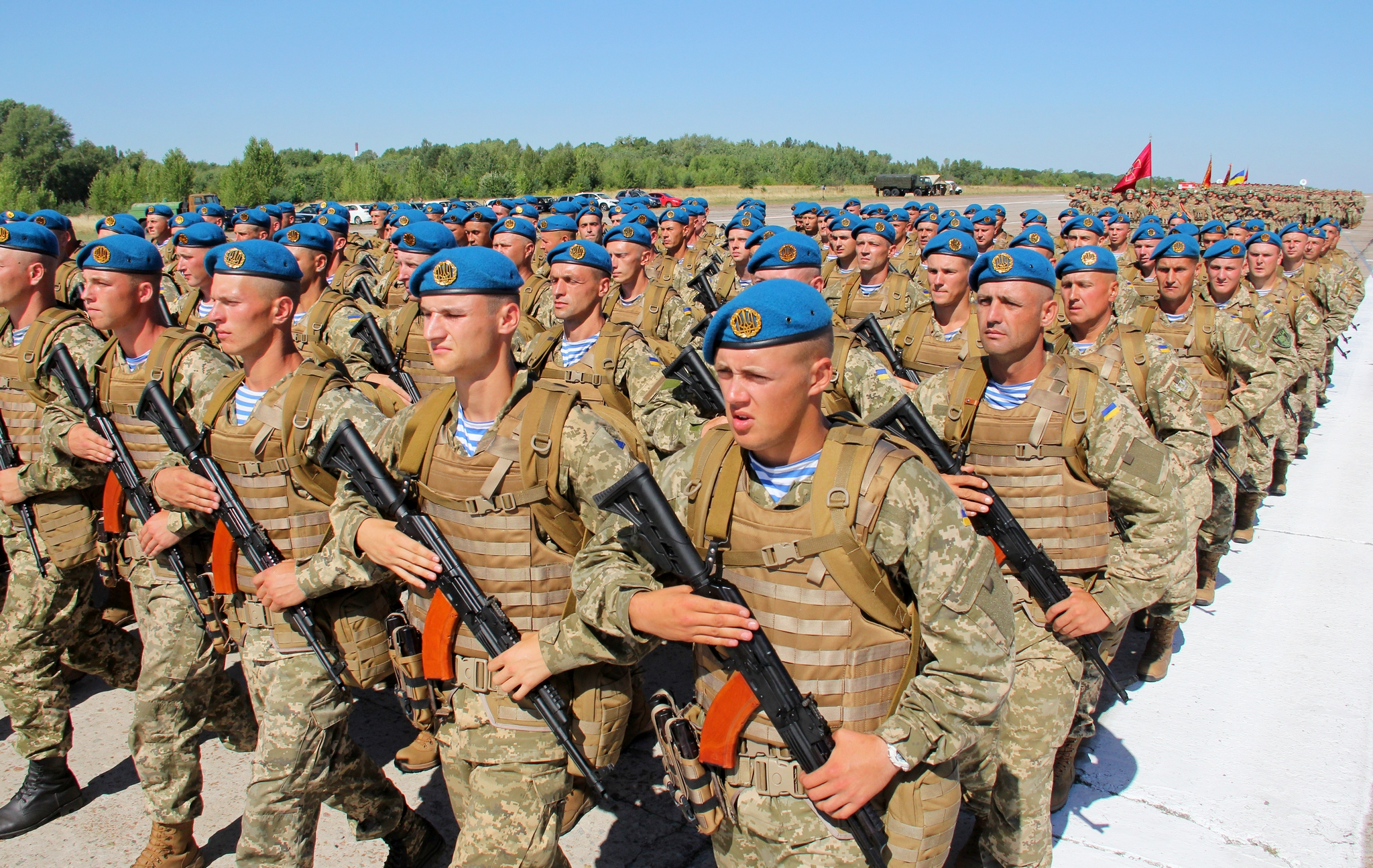
Parachutistes ukrainiens préparant un défilé en 2015 : ils portent encore le béret bleu et la telnyashka (la marinière).

En 2015, chaque brigade est désormais renforcée par une compagnie de chars T-80, ce qui transforme les brigades aéroportées en brigades d'assaut. En 2016, est décidé leur détachement de l'Armée de terre ukrainienne pour devenir une arme indépendante. En 2017, les troupes changent de nom, devenant les « Forces d'assaut aérien » ; dans le cadre de la décommunisation ; le nouveau jour de fête est le 21 novembre (la saint Michel). En 2017, l'ancien béret bleu, hérité des paras soviétiques, est remplacé par un marron ; un nouvel insigne, ainsi qu'un nouveau drapeau, sont aussi choisis.

## Organisation
L'essentiel des unités aéroportées, aéromobiles et d'assaut aérien ukrainiennes est organisé en brigades. Ces brigades sont plus légères que celles mécanisées des Forces terrestres, la plupart des unités organiques (génie, transmissions, logistique, etc.) étant limitées à la taille d'une compagnie au lieu d'un plein bataillon, de même que pour l'unité de chars. L'artillerie est elle-aussi un peu réduite à la taille d'un régiment, comprenant deux ou trois « divisions » (au lieu de quatre) d'artillerie automotrice, de lance-roquettes multiples et de systèmes antichars.

Symboles type OTAN
Brigade aéroportée ou d'assaut aérien.
Brigade aéromobile.

### Ordre de bataille

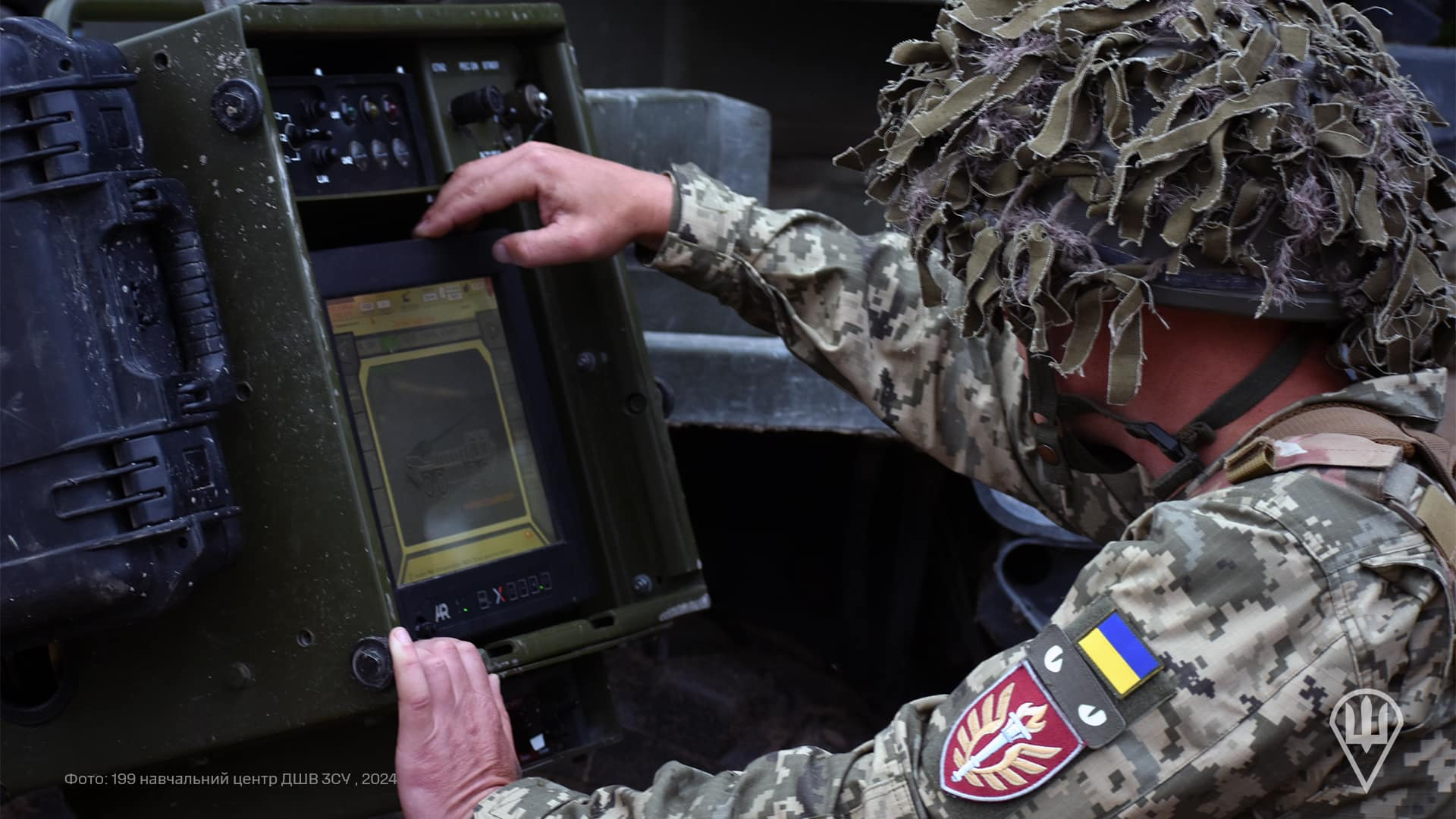
membre du 199e centre d'entraînement avec un CAESAR (artillerie)8X8.

.
- Commandement des Forces d'assaut aériennes (unité militaire A3771) Jytomyr ;
  - 
    -  135e bataillon de commandement (uk) (unité militaire A3204) Jytomyr ;

  -  7e corps d'assaut aéroporté (uk) ;
    - 
      -  87e bataillon de commandement (unité militaire A4885) ;

    -  25e brigade aéroportée (unité militaire A1126) Hvardiïske dans l'oblast de Dnipropetrovsk ;
    -  77e brigade aéromobile (unité militaire A4355) Jytomyr ;
    -  78e régiment d'assaut aéroporté (unité militaire A7788) ;
    -  79e brigade d'assaut aérien (unité militaire A0224) Mykolaïv ;
    -  81e brigade aéromobile (unité militaire A2120) Droujkivka près de Kramatorsk ;
    -  132e bataillon de reconnaissance (en) (unité militaire A2298) Ozerne dans l'oblast de Jytomyr ;
    -  148e brigade d'artillerie (unité militaire A3316) Jytomyr ;
    -  421e bataillon de systèmes sans pilote « Sapsan » (en) (unité militaire A5044) ;

  -  8e corps d'assaut aéroporté (uk) (unité militaire A5080) ;
    - 
      -  88e bataillon de commandement ;

    -  46e brigade aéromobile (unité militaire A4350) Poltava ;
    -  71e brigade de chasseurs (unité militaire A4030) Krementchouk (activée en 2022) ;
    -  80e brigade d'assaut aérien (unité militaire A0284) Lviv ;
    -  82e brigade d'assaut aérien (unité militaire A2582) Tchernivtsi ;
    -  95e brigade d'assaut aérien (unité militaire A0281) Jytomyr ;
    -  147e brigade d'artillerie ;

  - Subordination directe ː
    -  12e centre pour la protection des secrets d'État (unité militaire A4223) ;
    -  25e unité de soutien de garnison ;
    -  33e bataillon du génie (unité militaire A4733) ;
    -  71e centre de soutien moral et psychologique ;
    -  102e entrepôt de stockage d'équipements et de biens (unité militaire A3749) ;
    -  124e unité topographique (unité militaire A1977) ;
    -  135e bataillon de gestion (uk) (unité militaire A3204) ;
    -  170e bataillon logistique autonome (unité militaire A4633) ;
    -  232e groupement logistique interarmées (unité militaire A0310) ;
    -  347e pôle d'information et de télécommunications (unité militaire А0876) ;

  - Instruction ː
    -  199e centre de formation (uk) (unité militaire А2900) Jytomyr ;

Unités dissoutes ː
- 23e bataillon blindé (unité militaire A0229) ;
- 45e brigade d'assaut aéroportée (uk), à Bolhrad dans l'oblast d'Odessa (a existé de 1993 à 2003 puis de 2016 à 2020).

## Commandants
- De 1992 à 1993 : colonel Viktor Oleksiyovych Savechko
- de 1993 à 1998 : major-général Vitaly Anatoliyovych Rajevskyi
- de 1998 à 2005 : colonel Ivan Mykolayovych Yakubets
- de 2006 à 2012 : colonel Lisovii Serhii Guriyovych
- de 2012 à 2014 : colonel Oleksandr Mykolayovych Shvets ;
- juin 2014 : colonel Iouri Halouchkine ;
- de janvier à mars 2015 (par intérim) : colonel Ivanov Volodymyr Stanislavovych ;
- de mars 2015 à août 2019 : lieutenant-général Mikhaïlo Zabrodskiy ;
- d'août 2019 au 9 août 2021 : lieutenant-général Ievhen Moïssiouk[10] ;
- 9 août 2021 -11 février 2024: major-général Maxime Mirhorodskiï.
- depuis le 11 février 2024 : Ihor Skybiouk[11]

## Voir aussi

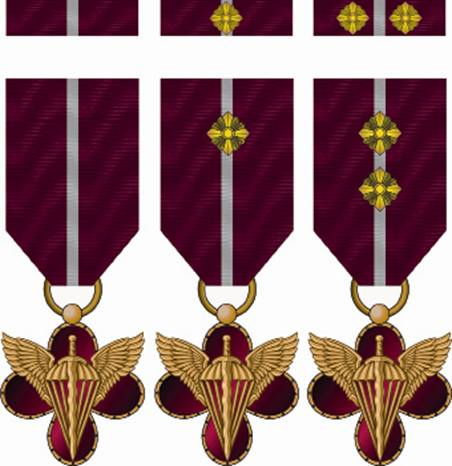
La Croix d'assaut aérien de cernée par le Ministère de la Défense (Ukraine).